# Síndrome de Riley-Day
A Síndrome de Riley-Day é uma desordem do sistema nervoso autônomo que afeta o desenvolvimento e a sobrevivência dos neurônios sensoriais, simpáticos e parassimpáticos no sistema nervoso autônomo sensorial, resultando variáveis sintomas incluindo: insensibilidade à dor, incapacidade de produzir lágrimas, fraco crescimento, e pressão arterial lábil (hipertensão episódica e hipotensão postural).
É uma doença hereditária autossómica recessiva relacionada com uma mutação no gene IKBKAP do cromossomo 9. O sintoma mais característico é a ausência da sensibilidade à dor. No entanto, existem ainda outros sintomas: deficiências no crescimento, dificuldades em comer, apneia, vômitos, convulsões, hipotonia, escoliose severa, diminuição do sentido do paladar, …
Assim, quem possui a doença não sente dores. Elas ficam muito mais sujeitas a sofrer acidentes porque param de registrar qualquer aviso de dano nos tecidos do corpo, como cortes ou queimaduras. Foi descrita pela primeira vez pelos médicos Milton Riley e Richard Lawrence Day. Sem o aviso de perigo que a dor proporciona às pessoas comuns, a maioria dos doentes com a síndrome de Riley-Day tende a morrer jovem, antes dos 30 anos, por causa de ferimentos.

## Causas
A doença é hereditária. É uma doença de caráter autossômico recessivo, significando que uma pessoa deve herdar uma cópia do gene defeituoso de cada genitor para desenvolver a condição.

## Incidência
Afeta de 1 A 9 pessoas a cada 1 milhão de nascimentos, sendo mais frequente em judeus asquenazes (oriundos da Europa Central e do Leste Europeu), sendo a incidência entre esse povo 1:3700.

## Tratamento
Não existe cura para esta doença, e o tratamento consiste na prevenção de acidentes e na amenização dos outros sintomas, o que pode incluir:
- Proteção da pessoa contra lesões;
- Tratamento da pneumonia aspirativa;
- Terapêutica anticonvulsivante, se o paciente apresentar convulsões;
- Medicamentos, que incluem lágrimas artificiais, para evitar a secagem dos olhos e medicamentos chamados antieméticos, que servem para controlar possíveis vômitos.
- A hipotensão ortostática (pressão arterial baixa quando em repouso) pode ser operado com um aumento na ingestão de fluidos e sal, cafeína e meias elásticas ao nível da cintura.

## Os sinais e testes
O médico irá realizar um exame físico. O paciente pode apresentar:
- Falta ou diminuição de reflexos profundos do tendão;
- A falta de resposta após receber uma injeção de histamina (normalmente quando há inchaço e vermelhidão);
- Não chorar lágrimas;
- Pupilas pequenas depois de receber certas gotas de colirio oftamologico;
- disfagia

## Prognóstico
Com avanços no diagnóstico e tratamento, a sobrevivência continua a melhorar. Atualmente, um recém-nascido com síndrome de Riley-Day tem 50% de chance de se chegar a 30 anos.

## Complicações
Os seguintes sintomas de "crise autónomos", ocorre em aproximadamente 40% dos doentes:
- Sudorese sobre a cabeça e o tronco;
- Ronchas ou manchas na face e tronco;
- Manchas nas mãos e pés;
- Hipertensão (pressão arterial alta) e taquicardia (ritmo cardíaco rápido);
- Náuseas e vômitos;
- Disfagia;
- Irritação;
- Insónia;
- Deterioração dos musculos.

## Prevenção
Os indivíduos com ascendência judaica da Europa de Leste e de famílias com histórico de Síndrome de Riley-Day que estão pensando em ter filhos podem procurar aconselhamento genético para falar sobre o risco e serem submetidos a testes, quando apropriado.
Os testes genéticos são muito precisos para a síndrome de Riley-Day podendo ser utilizados para o diagnóstico dos indivíduos afetados bem como para a detecção do transportador e o diagnóstico pré-natal.